# 米歇尔·罗尔
米歇尔·罗尔（法語：Michel Rolle，1652年4月21日—1719年11月8日），法国数学家，以罗尔定理（1691年）闻名。他還發明了現在的標準記法:{\displaystyle {\sqrt[{n}]{x}}} 
以表示{\displaystyle x}的{\displaystyle n}次方根。

## 生平
罗尔生於下奥弗涅的昂贝尔。1675年他从昂贝尔搬往巴黎，1685年获选进法兰西皇家科学院，1699年成為科学院的Pensionnaire Géometre。那时他已经获得让-巴蒂斯特·科尔贝的津贴，因为他解了雅克·奥扎南的其中一條問题。
罗尔是微积分的早期批評者，認為它不準確，建基於不稳固的推论。他後來改变立场。
在羅爾早年，微積分還是個新興事物，羅爾定律是他唯一讓人記住他名字的一條引理。他早年認為微積分建立在某些邏輯漏洞上，早期微積分某些概念的確未曾澄清，如無窮小量的定義，牛頓和萊布尼茨兩人都不曾清楚它的定義。直到十九世紀，這些概念才逐漸得以澄清。
罗尔在巴黎逝世。

## 外部連結
- 約翰·J·奧康納; 埃德蒙·F·羅伯遜, ,  （英语）